# Anomala rantena
Anomala rantena är en skalbaggsart som beskrevs av Ohaus 1926. Anomala rantena ingår i släktet Anomala och familjen Rutelidae. Inga underarter finns listade i Catalogue of Life.